# Савичев Микита Федорович
Савичев Микита Федорович (1820—1885) — російський письменник і журналіст, козак Уральського козачого війська.
Народився і все життя прожив в Уральську, служив в Уральському козачому війську, військовий старшина, писав історичні та побутові нариси про життя яїцьких (уральських) козаків, публікувався в першій газеті Уральська «Уральські військові відомості», а також в оренбурзьких і центральних «Козачому віснику», «Ілюстрованій газеті», «Туркестанських відомостях» та інших виданнях.
Жваво цікавився і культурою і побутовим укладом життя казахів Приуралля і Прикаспію, спілкувався зі степовим композитором Курмангази Сагирбаєвим, описав в своїх нарисах фігури керівників антифеодального повстання акина Махамбета Утемісова і Ісатая Тайманова.
У 1852 році відвідав Тараса Шевченка в Новопетровському укріпленні на Мангишлаці, свої враження описав у нарисі «Короткочасне знайомство з Тарасом Григоровичем Шевченком» («Козачий вісник», 1884). На згадку про себе Шевченко сепією намалював портрет Савічева і подарував його Микиті Федоровичу.

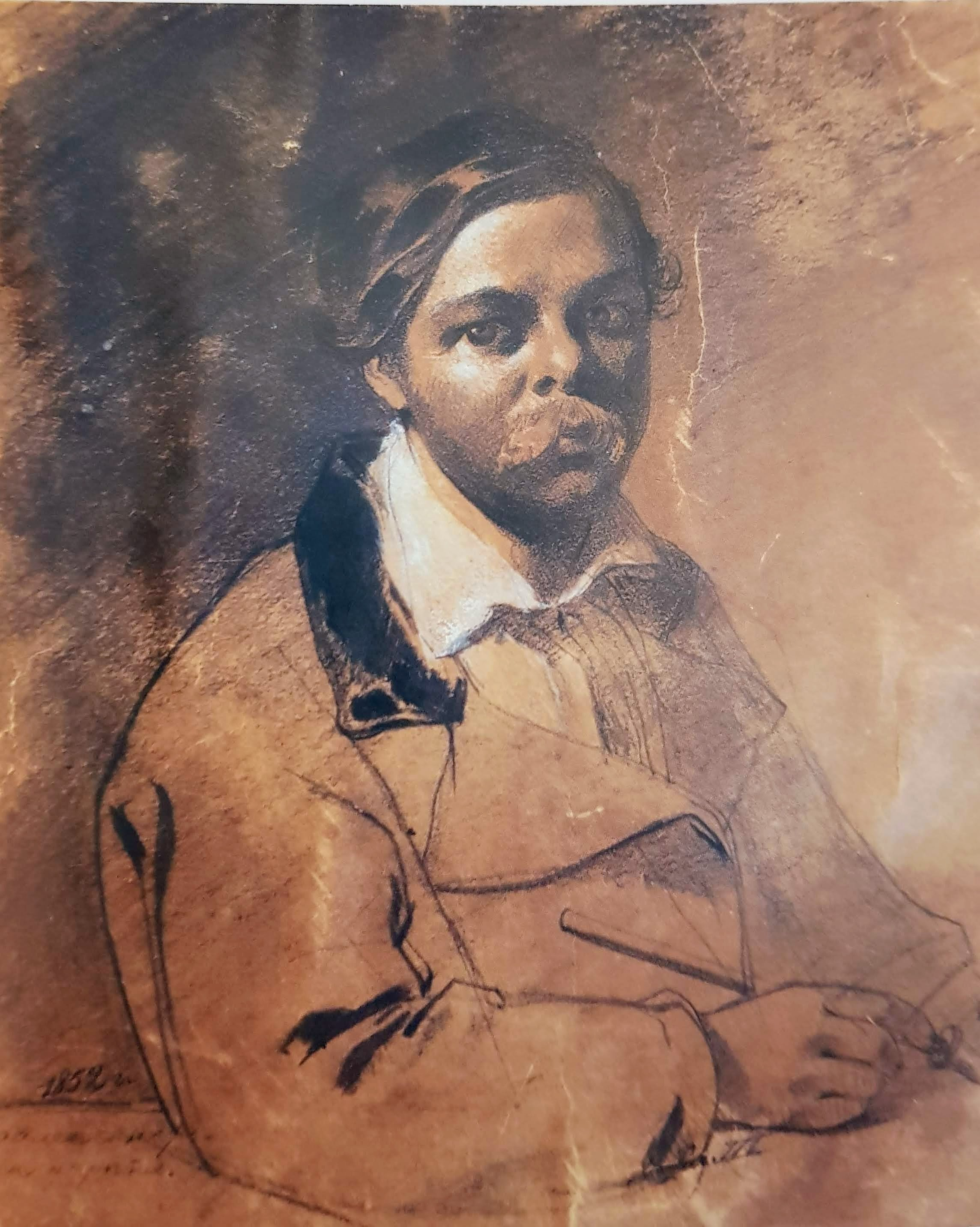
Портрет Н.Ф. Савичева роботы Т.Г. Шевченка 1852 р.

З 1870 року Микита Федорович був по науковій частині архіваріусом військового правління, і для нього ці роки стали найбільш плідними.